# Cayo Lobito
Cayo Lobito ist eine kleine unbewohnte Insel von Puerto Rico im Karibischen Meer in der Gruppe der Spanischen Jungferninseln.

## Geographie
Die unregelmäßig geformte Insel ist felsig, etwa 300 m lang und bis zu 250 m breit. Sie liegt rund 1,3 km nordwestlich ihrer größeren Nachbarinsel Cayo Lobo. Der Nordspitze von Cayo Lobito direkt vorgelagert ist das winzige Cayo Tuna (18° 20′ N, 65° 24′ W), der Südspitze das sehr kleine Felsinselchen Roca Culumna (18° 20′ N, 65° 24′ W).

## Verwaltung
Cayo Lobito und deren vorgelagerte Felsinseln gehören zur puerto-ricanischen Gemeinde Culebra.